# Jean-Pierre Frantzen
Jean-Pierre Frantzen (ur. 9 maja 1890 w Luksemburgu, zm. 23 listopada 1957 tamże) – luksemburski gimnastyk, olimpijczyk.
Uczestniczył w rywalizacji na V Igrzyskach olimpijskich rozgrywanych w Sztokholmie w 1912 roku. Startował tam w jednej konkurencji gimnastycznej – w wieloboju drużynowym w systemie wolnym zajął wraz z drużyną ostatnie, piąte miejsce.